# Monte Cassino
Monte Cassino eller Abbazia di Monte Cassino er Benediktinerordenens moderkloster. Det ligger på en klippe oven for byen Cassino mellem Rom og Napoli i Italien.

## Ældre historie
Ifølge pave Gregor den stores helgenbiografi om Benedikt af Nurcia (Nursia), skal denne have knust stedets Apollo-statue og bygget Apollo-tempelet om til en kirke. Benedikt etablerede i 529 sit første kloster i Monte Cassino.
Klosteret blev i 589 ødelagt af langobarderne og genopført i 718; ødelagt i 884 af saracenerne og genopført i 949.  Det blev også stærkt beskadiget af et jordskælv i 1349.

## Ødelæggelsen i anden verdenskrig
En stor del af klosteret, der var opført i 15.-18. århundrede, blev ødelagt i februar 1944 under slaget om Monte Cassino i anden verdenskrig.
Klosteret blev genopført efter krigen, men en række kunstværker gik tabt, selv om en del af det store bibliotek og dokument- og kunstsamlingerne var bragt i sikkerhed af de tyske tropper inden bombeangrebet.
Angrebet skyldtes en britisk juniorofficers manglende tyskkundskaber. En opfanget tysk radiomelding indeholdt sætningen "Abbeden er hos munkene i klosteret". Officeren tolkede det tyske ord Abt (= abbed) som en forkortelse for Abteilung (= afdeling, i det her tilfælde "militær styrke"), og bildte sig ind, at tyske enheder lå skjult i klosteret. Desværre fik han videreformidlet sin misforståelse, inden oberst David Hunt fik foretaget den korrekte oversættelse af meldingen.  Dermed gennemførte amerikanske bombefly et meningsløst og helt ødelæggende angreb på det gamle kloster.
Der fandtes ingen tyske soldater i klosteret under angrebet, og Monte Cassino blev heller ikke benyttet som observationspost for tyske tropper, som de allierede havde påstået. De tyske styrker definerede klostret som ikke-militært område; men de allierede, deriblandt general Francis Tuker, insisterede alligevel på at rasere Monte Cassino, hvorved et stort antal italienske civile, der havde søgt tilflugt i klosteret, blev dræbt. 
Den amerikanske flyver Walter Miller jr. (1923-96), der deltog i angrebet, blev senere science fiction-forfatter, især kendt for romanen A canticle for Saint Leibowitz fra 1959, der har solgt i to millioner eksemplarer og var Millers måde at bearbejde sin skyldfølelse over bombeangrebet. 